# Kathedraal van Turijn
De Dom van Turijn (Italiaans: Duomo di Torino) is een kathedraal in de Italiaanse stad Turijn. De rooms-katholieke kerk uit de 15e eeuw is opgedragen aan Johannes de Doper. De kerk staat naast een campanile uit 1470.
De lijkwade van Turijn wordt hier bewaard.